# Inspector Gadget
Inspector Gadget er en amerikansk tegnefilmserie, som oprindeligt blev vist fra 1983 til 1986.
Serien omhandler den klodsede detektiv Inspector Gadget, som er en cyborg med adskillige funktioner. Han har en niece ved navn Penny, der med sin hund Vaks hjælper til med at løse mysterier og/eller redde sin onkel fra den sikre død. Gadgets ærkerival er Dr. Klo, der gør alt i sin magt for at udrydde Gadget og hans familie.
Serien er den dag i dag stadigt populær, og er blevet genudsendt nærmest non-stop. På de danske kanaler var det først med de originale stemmer på Engelsk (dog med danske undertekster), men blev i løbet af 2000'erne synkroniseret med danske stemmer. 
| Fjernsyn | Spire Denne artikel om et tv-program er en spire som bør udbygges. Du er velkommen til at hjælpe Wikipedia ved at udvide den. |